# Russell (Kansas)
Russell – miasto w Stanach Zjednoczonych, w stanie Kansas, w hrabstwie Russell.